# Nikolaus Ganter
Nikolaus Ganter (* 5. Dezember 1809 in Bubenbach (heute Eisenbach (Hochschwarzwald)); † 24. Juli 1886 in Friedenweiler) war ein deutscher Gastwirt, Maler und Schwarzwälder Heimatdichter.

## Leben
Nikolaus Ganter war das vierte von elf Kindern des Schmiedes Andreas Ganter und seiner Frau Rosina, sein älterer Bruder war der späteren Malers Dionys Ganter (1798–1862). Er heiratete 1838 Juliane geborene Kleiser († 1881) und zog mit ihr nach Friedenweiler, wo er um 1840 das dortige Bierhaus übernahm und auch als Ratsschreiber tätig war. Nach dem Brand (gemeinsam mit dem Maierhof) am 27. Oktober 1861 baute er das Gasthaus bis zum 24. Juni 1862 wieder auf.
Als Maler war er zunächst als Uhrenschildmaler tätig, als Kunstmaler war er Autodidakt. In seiner Schwarzwälder Heimat malte er Dorfansichten und Schwarzwaldhöfe, Porträts sowie für mehrere Kirchen und Kapellen Kreuzwege auf Blech, meist nach einer Vorlage von Joseph von Führich (1800–1876), nur der Kreuzweg in Friedenweiler geht auf eine eigene Komposition zurück. Neben seiner Tätigkeit als Maler und Wirt verfasste er Knittelvers-Gedichte in lokaler Mundart.
Nach seinem Tod 1886 übernahm sein Sohn Karl Rudolph Ganter (1846–1899), der seit 1887 mit Anna Maria geborene Weckermann verheiratet war, die Gastwirtschaft. Auch er war als Maler tätig und malte zusammen mit seinem Vater Kreuzwege sowie 1882 ein Vierzehn-Nothelfer-Bild für die Kapelle des Bärenhofs in Schollach.
Am 24. Juli 1886 starb Nikolaus Ganter im Alter von 76 Jahren in Friedenweiler.

## Werke (Auswahl)
- 1839 Uhrenschild, Deutschen Uhrenmuseum Furtwangen, entstanden anlässlich der Hochzeit seiner Cousine auf den Balzenhof in Langenordnach[2]
- 1847 Großhof in Schwärzenbach, Öl auf Holz, Privatbesitz.[3]
- 1848/49 Das sogenannte Milchhäusle bei Horben, Öl auf Holz, Freiburg, Augustinermuseum Inv. M 43/001[4]
- 1855 Bachheim, Kirche, Kreuzweg
- 1855: Die Schneekreuzkapelle bei Löffingen, Öl auf Metall, Privatbesitz[5]
- um 1861:  Schwärzenbach, Ebenemooshof, Kapelle, Altarbild Hl. Wendelin[6]
- vor 1862: Friedenweiler im Winter (vom Fenster seines Bierhauses aus), Öl auf Leinwand, Privatbesitz[7]
- 1863: Schollach, Bärenhof, Kapelle, Kreuzweg (dort seit 1880)
- 1865 Ansicht von Friedenweiler, Freiburg, Augustinermuseum Inv. 1974/004[8]
- 1866/67 Bubenbach, Kirche, Kreuzweg, Öl auf Metall
- 1867: Döggingen, St. Mauritius, Kreuzweg, Öl auf Metall
- 1869/70: Kirchen-Hausen, Pfarrkirche, Kreuzweg, Öl auf Metall (gemeinsam mit Karl Rudolph Ganter).
- um 1875: Radierung: Eisenbach, 'Harzer Häuser'
- 1881/82 Friedenweiler, Pfarrkirche St. Johann Baptist, Kreuzweg, Öl auf Metall (gemeinsam mit Karl Rudolph Ganter)
- Schollach, Kirche, Kreuzweg, Öl auf Metall (zerstört beim Kirchenbrand 1939)
- Unterbaldingen, Kirche, Kreuzweg, Öl auf Metall
- Bierwirt in Friedenweiler, Öl auf Metall, versteigert April 2008[9]

## Schriften
- Friedenweiler und dessen Kloster. Entstehung und Schicksale bis zur Gegenwart; in Knittelversen kurz gegeben und anläßlich der Aufrichtung des Wirtshauses am 24. Juni 1862, welches am 27. Oktober 1861 mit d. F.F. sog. Maierhof abbrannte, vor dem anwesenden Publikum vorgetragen und auf vielseitiges Verlangen in Druck gegeben. Donaueschingen 1862. 15 S. (Nachdruck Fleig, Bräunlingen 1980).
- Des Schwarzwälders Errungenschaft oder Das Schwarzwälder-Leben und sein Bestreben. Schwarzwälder Lebens- und Jahreslauf in Versen. 36 S. Buchdruckerei von Wilhelm Butz, Neustadt o. J. (nach 1874).